# Едом (Техас)
Едом (англ. Edom) — місто (англ. city) в США, в окрузі Ван-Зандт штату Техас. Населення — 339 осіб (2020).

## Географія
Едом розташований за координатами 32°22′27″ пн. ш. 95°36′33″ зх. д. / 32.37417° пн. ш. 95.60917° зх. д. (32.374148, -95.609273).  За даними Бюро перепису населення США в 2010 році місто мало площу 6,60 км², з яких 6,50 км² — суходіл та 0,10 км² — водойми.

## Демографія
Згідно з переписом 2010 року, у місті мешкало 375 осіб у 127 домогосподарствах у складі 106 родин. Густота населення становила 57 осіб/км².  Було 138 помешкань (21/км²).
Расовий склад населення:
| - 87,7 % — білих - 0,3 % — корінних американців - 9,6 % — осіб інших рас |

До двох чи більше рас належало 2,4 %. Частка іспаномовних становила 16,3 % від усіх жителів.
За віковим діапазоном населення розподілялося таким чином: 28,5 % — особи молодші 18 років, 59,8 % — особи у віці 18—64 років, 11,7 % — особи у віці 65 років та старші. Медіана віку мешканця становила 38,4 року. На 100 осіб жіночої статі у місті припадало 99,5 чоловіків;  на 100 жінок у віці від 18 років та старших — 88,7 чоловіків також старших 18 років.
Середній дохід на одне домашнє господарство  становив 73 599 доларів США (медіана — 57 188), а середній дохід на одну сім'ю — 78 399 доларів (медіана — 68 750). Медіана доходів становила 43 750 доларів для чоловіків та 29 375 доларів для жінок. За межею бідності перебувало 10,4 % осіб, у тому числі 16,7 % дітей у віці до 18 років та 0,0 % осіб у віці 65 років та старших.
Цивільне працевлаштоване населення становило 173 особи. Основні галузі зайнятості: освіта, охорона здоров'я та соціальна допомога — 22,5 %, мистецтво, розваги та відпочинок — 19,1 %, будівництво — 13,9 %.